# Keith Emerson
Keith Noel Emerson (2. november 1944 - 10. marts 2016) var en britisk musiker. Han var kendt for at spille keyboards i Emerson, Lake & Palmer og The Nice, og var aktiv i den progressive rock i 1970'erne.

## Biografi
Keith Emerson modtog fra barnsben undervisning i klaver både inden for klassisk, jazz og blues, og dette kom i høj grad til at definere hans spil. Han var en teknisk velfunderet musiker, hvilket også skinnede igennem i hans kompositioner. Han begyndte tidligt at spille på el-orgel, men var også blandt de første til at bruge Moog-synthesizeren. Han var kendt for et hektisk liveshow, der involverede dolke til at holde tangenterne nede.
Emersons første gruppe var The V.I.P.'s, men gennembruddet kom først med The Nice, som han var med til at danne i 1967. Bandet var i første omgang backing-gruppe for P.P. Arnold, men de begyndte hurtigt at koncentrere sig om eget materiale. Det drejede sig mest om at blande rock med klassisk musik, og The Nice nåede at udgive nogle plader inden de gik i opløsning i 1970. Efterfølgende dannede Emerson supergruppen Emerson, Lake & Palmer (ELP) sammen med Greg Lake og Carl Palmer, der blev én af eksponenterne for den tidlige progressive rock.
Da den progressive rock blev overhalet af punken i slut-halvfjerdserne opløstes ELP, og Keith Emerson begyndte at skrive filmmusik. I tiden med ELP havde han skrevet sin første klaverkoncert, og han begyndte at forfølge denne retning. Senere blev det til forskellige gendannelser af ELP, blandt andet i 1985 med Cozy Powell i stedet for Carl Palmer, hvilket blev til Emerson, Lake & Powell.

## Diskografi

### Albums

#### MedThe V.I.Ps
- The V.I.Ps. V8500.

#### MedP.P. Arnold
- The First Lady of Immediate. IMSP 011, 1967.
- Kafunta. IMSP 017, 1968.

#### MedThe Nice
- The Thoughts of Emerlist Devjack. IMLP 016, 1967.
- Ars Longa Vita Brevis. IMSP 020, 1968.
- Nice. ISP 026, 1969.
- Five Bridges. CAS 1014, 1970.
- Elegy. CAS 1030, 1970.
- Autumn '67 – Spring '68. CS1.

#### ForRoy Harper(The Nice)
- Flat Baroque and Berserk. SHVL 768, 1970.

#### ForRod Stewart
- And Old Raincoat Will Never Let You Down. VO4, 1969.

#### Med diverse kunstnere
- Music From Free Creek. CADS 101, 1973.
- Songs for a Modern Church. CAS 1159, 1983.
- The Best of 01/W. KORG CD 01/W, 1992.

#### Film-soundtracks
- Inferno. CIA 5022, 1980.
- Nighthawks. BSR 5196, 1981.
- Harmagedon. C28Y0044, 1983.
- Best Revenge. CHORD 1, 1983.
- Murderock. BLULP 1819, 1984.
- La Chiesa (The Church). MDF 33.192, 1989.

#### Solo
- Honky. BLU 19608, 1981.
- The Christmas Album. KEITH LP1, 1989.
- Changing States. AMP CD 026, 1996.

#### ForGiovanni Jovanotti
- Jovanotti. YO IBZ 467557, 1990.

#### ForRock Aid Armenia
- The Earthquake Album. AID CD 001, 1990.

#### ForMark Bonilla
- E.E. Ticket. 1991.